# Río Cauca
Pour les articles homonymes, voir Cauca.
Le Cauca est une rivière de Colombie et le principal affluent du Magdalena. Prenant sa source au sud-ouest de la Colombie, il s'écoule vers le nord, traverse les Andes en formant de nombreuses chutes et devient navigable à Cáceres.
Le Cauca rejoint le Magdalena (près de Mompós) après un parcours de 965 km environ. Il est navigable sur 620 km.

## Parcours

### Cauca
Le Cauca prend sa source sur le territoire de la municipalité de Puracé puis traverse, dans le département du Cauca, Sotará, Popayán, Cajibío, Morales, Suárez et Buenos Aires.

### Bolívar
Arrivé dans le département de Bolívar, le Cauca traverse San Jacinto del Cauca, Achí puis enfin Magangué où il conflue dans le Magdalena.

## Pollution
Le 18 novembre 2007, le journal colombien El Tiempo affirme que la rivière reçoit 500 tonnes de détritus et de résidus chaque jour. La pollution viendrait de la ville de Popayán ; les sept mines d'or situées dans la ville rejettent des polluants dans la rivière, comme du mercure, de la bauxite ou du charbon. Cali, la plus grande ville que la rivière traverse, est aussi une cause de la dégradation de son écosystème. Les affluents du Cauca y apportent également des résidus, provenant des petites villes et des villages non loin de la rivière (ce chiffre s'élève aux alentours de 330 tonnes de déchets au total). Au niveau de la ville de Yumbo, le Cauca n'a pas d'oxygène, son écosystème n'existe plus.